# Пайс, Абрахам
Абрахам Пайс (англ. Abraham Pais; 19 мая 1918, Амстердам — 28 июля 2000, Копенгаген) — американский физик-теоретик и историк науки голландского происхождения. Научные работы посвящены вопросам ядерной физики, физики элементарных частиц, квантовой теории поля; а в числе его основных достижений — идея ассоциативного рождения странных частиц, теория смешанных состояний частиц и их осцилляций, он также ввёл термины «лептон» и «барион». Является автором ряда работ по истории физики, в том числе популярных биографий Эйнштейна, Бора и Оппенгеймера. Член Национальной академии наук США (1962).

## Биография

### Детские и юношеские годы (1918—1939)
Абрахам (Брам) Пайс родился в Амстердаме в еврейской семье. Его отец, Исайя «Жак» Пайс (Isaiah «Jacques» Pais), происходивший из сефардов, работал школьным учителем и затем директором двух школ, одна из которых была сефардской; мать, Кати ван Клиф (Kaatje «Cato» van Kleeff), оставила работу учительницы после выхода замуж. Второй ребёнок в семье, Анни (Annie), родился через 2,5 года после Абрахама. Будущий учёный рос в религиозной атмосфере, однако, по его собственному признанию, потерял веру примерно в девятилетнем возрасте; тем не менее он всегда ощущал своё еврейское происхождение и не считал его связанным с принадлежностью к определённой религии. В юности Абрахам состоял в Голландской сионистской молодёжной организации, через которую познакомился с Тинеке Бухтер (англ. Tineke Buchter); они были едва ли не обручены, однако его семья не могла принять её, так как она была нееврейка («шикса»). Юный Пайс увлекался литературой и музыкой, часто посещал Консертгебау и даже одно время хотел стать дирижёром.

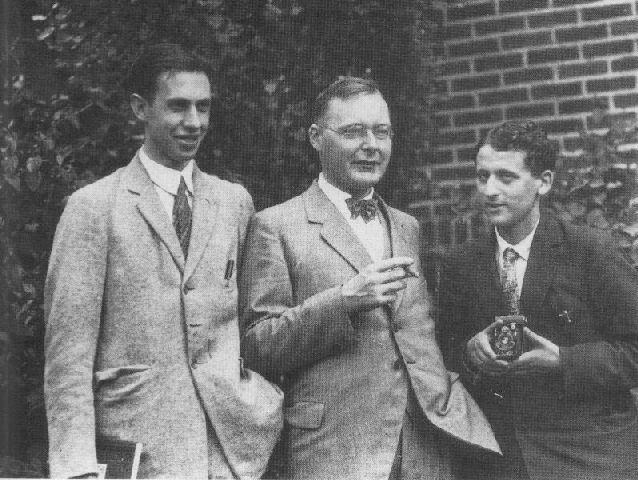
Слева направо: Георг Уленбек, Хендрик Крамерс и Сэмюэл Гаудсмит (фото примерно 1928 года)

В 1935 году Пайс поступил в Амстердамский университет и обучался там точным наукам. Его желание стать учёным окрепло зимой 1936—1937 года, когда Георг Уленбек, тогда профессор в Утрехте, прочитал в Амстердаме несколько приглашённых лекций, посвящённых современным проблемам физики. В феврале 1938 года Пайс получил степень бакалавра и намеревался продолжить обучение в области теоретической физики. Он убедил Уленбека взять его к себе аспирантом и стал ездить заниматься в Утрехт. Следующей осенью Уленбек отбыл в Америку, предварительно познакомив Пайса с Хендриком Крамерсом и Хендриком Казимиром. Весной 1939 года, по возвращении Уленбека, Пайс изучал теорию электронов и позитронов, а также явление деления ядер, открытое незадолго до этого. По позднему признанию Пайса, именно Уленбек научил его пользоваться математическим аппаратом теоретической физики; в этой связи он писал: «Я пришёл к убеждению, что теоретик никогда не может знать математику достаточно хорошо, хотя, как это ни парадоксально, он легко может знать слишком многое из неё». В августе 1939 года Уленбек вновь покинул Утрехт, на этот раз окончательно, однако перед отъездом устроил своего ученика на место ассистента, которое стало его первой оплачиваемой работой. Новым научным руководителем Пайса стал Леон Розенфельд.

### Годы войны (1939—1945)

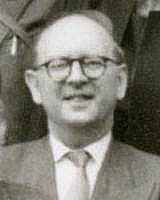
Леон Розенфельд (фото 1963 года)

Осенью 1939 года началась Вторая мировая война, однако в первые её месяцы жизнь в Голландии шла своим чередом. 22 апреля 1940 года Пайс сдал экзамен на получение степени магистра. Спустя несколько недель, в мае 1940 года, войска нацистской Германии оккупировали Нидерланды; оккупационные власти сразу же принялись вводить новые ограничения для еврейского населения. В частности, евреям было запрещено занимать академические позиции и вообще быть на государственной службе; протесты против этих ограничений привели в ноябре к закрытию Лейденского университета. Таким образом, Пайс больше не мог официально занимать свою ассистентскую должность, однако Розенфельд, к тому времени прибывший в Утрехт, назначил на этот пост другого человека с тайным условием, что тот будет отдавать часть заработной платы Пайсу. С каждым днём права еврейского населения всё больше ограничивались; вскоре был наложен запрет и на получение евреями докторских степеней: один из немецких декретов устанавливал крайний срок — 14 июля 1941 года. Тем не менее, под руководством Розенфельда Пайс написал диссертацию и защитил её за 5 дней до этой даты.
Тем временем положение евреев ухудшалось, в 1942 году они были переселены в гетто, им было предписано носить на одежде жёлтые звёзды, начались отправки в концентрационные лагеря. Сестра Пайса Анни была убита отравляющими газами в лагере Собибор в июне 1943 года, его родители чудом выжили. После первых депортаций, в конце 1942 года, Абрахам решил скрываться (по-голландски такого человека называли onderduiker). Ему помогала Тинеке и другие друзья, он достал себе фальшивое удостоверение личности и готовился к продолжительной жизни в замкнутом пространстве. С марта 1943 года Пайс прятался на чердаке одного дома; здесь он устроил себе укрытие за панелью фальшивой стены, куда он мог залезть в случае опасности. В этот период он посвящал своё время занятию физикой и чтению, его тайно посещали Тинеке и Крамерс, с которым он мог обсуждать научные проблемы (в особенности их интересовала задача о собственной энергии электрона в квантовой теории поля). После облавы в ноябре 1943 года Пайс покинул это место, сменил несколько убежищ, тяжёлой зимой 1944—1945 года страдал от голода. После войны он, стремясь всё забыть, сжёг дневник, который вёл в это время; впоследствии он сожалел об этом поступке.
В марте 1945 года в результате облавы Пайс всё же был схвачен гестапо и помещён в тюрьму. Тинеке сообщила об этом Крамерсу, который написал Вернеру Гейзенбергу письмо с просьбой о помощи. Гейзенберг ответил, что ничего не может сделать. Тем не менее, в конце апреля Тинеке отправилась к одному из полицейских начальников, показала письмо Крамерса и объяснила, что заключённый является всего лишь аполитичным учёным. Это сработало: Пайс был отпущен; его товарища, который также был арестован в том убежище, расстреляли. 8 мая канадские войска вошли в Амстердам, формально завершив освобождение страны от нацистской оккупации.

### Послевоенные годы. Принстон (1945—1963)
В июне 1945 года Пайс вновь стал ассистентом Розенфельда в Утрехте и начал готовить к публикации свои результаты, как содержавшиеся в его докторской диссертации, так и полученные позже, во время жизни в подполье. Он также начал деятельность популяризатора науки, когда после атомной бомбардировки Хиросимы и Нагасаки по просьбе одного из изданий написал статью о ядерном оружии. Тем не менее, он хотел покинуть страну, чтобы продолжить работу в другом месте и немного притупить воспоминания о пережитом в годы войны. По рекомендации Розенфельда Пайс получил приглашение от Нильса Бора провести некоторое время в Копенгагене, а также от Вольфганга Паули, который тогда работал в Принстоне. В январе 1946 года Абрахам прибыл в датскую столицу в качестве одного из первых послевоенных молодых сотрудников Института теоретической физики, а уже в сентябре отплыл на корабле в Нью-Йорк для участия в первом послевоенном собрании Американского физического общества. 22 сентября 1946 года он прибыл в Принстонский институт перспективных исследований и, хотя Паули уже уехал в Европу, остался здесь работать. Вскоре молодой физик познакомился здесь с такими крупными учёными, как Поль Дирак, Альберт Эйнштейн и Джон фон Нейман, и стал свидетелем дискуссий между Бором и Эйнштейном по фундаментальным вопросам квантовой механики; сам Пайс в течение ряда лет регулярно обсуждал с Эйнштейном эти проблемы. В начале июня 1947 года Абрахам принял участие в знаменитой конференции на острове Шелтер Айленд (Shelter Island Conference), которая сыграла значительную роль в разрешении затруднений, стоявших перед квантовой электродинамикой.

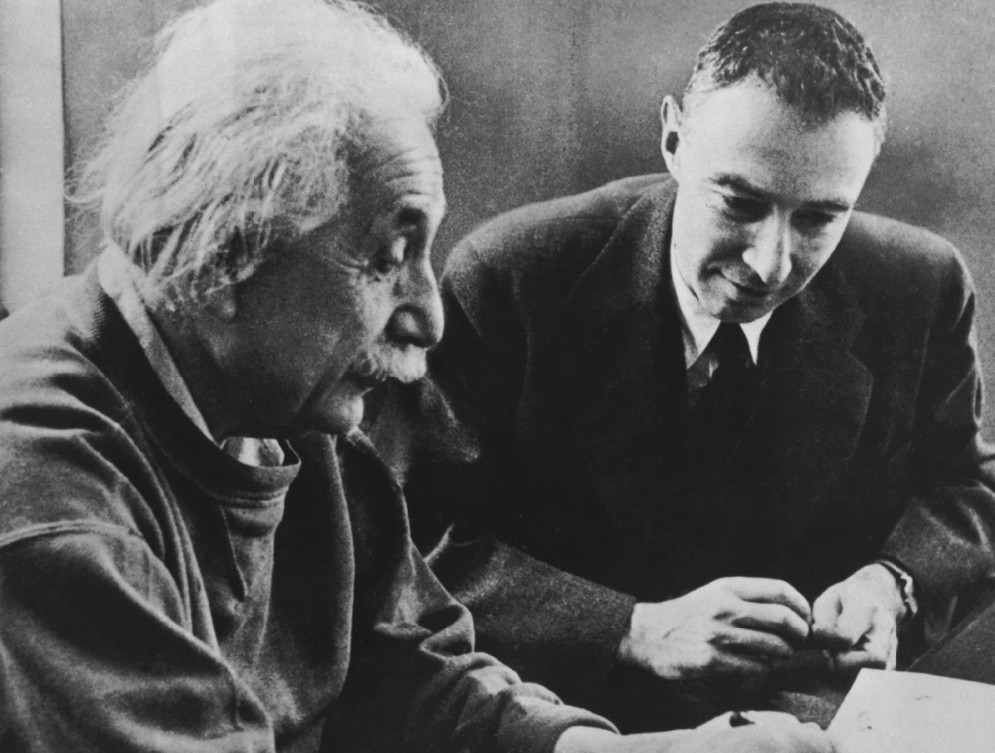
Альберт Эйнштейн и Роберт Оппенгеймер (фото в стенах Института перспективных исследований)

Роберт Оппенгеймер, который в апреле 1947 года стал директором Института перспективных исследований, предложил Пайсу остаться. В 1949 году последний получил постоянную позицию, а спустя два года стал полным профессором (лишь третьим в Институте после Эйнштейна и Оппенгеймера). Директор обладал крутым нравом и мог довести до слёз любого докладчика, однако Пайс был одним из немногих, кто умел противостоять ему. По свидетельству Фримена Дайсона, который в то время также работал в Институте, Пайс обладал «спокойным и твёрдым характером, очевидно, способным без труда сопротивляться выходкам Оппенгеймера». Пайс был известен среди коллег внимательным отношением к людям, многие приходили к нему рассказать о своих проблемах. В другом месте Дайсон называет его «домашним психиатром институтского сообщества» и продолжает: «Сам имея такие глубокие эмоциональные шрамы, он был необычайно чувствителен к чужим проблемам». В первые годы после переезда в Америку Пайса мучила душевная травма, полученная во время войны; ему снились кошмары, в которых убивали других или его самого. Это побудило его в 1948 году начать курс психоаналитического лечения у доктора Теодора Рейка (англ. Theodor Reik), ученика Зигмунда Фрейда. Сеансы помогли пациенту; позже Рейк описал этот случай в своих работах (без упоминания имени Пайса).
В 1953 году Пайс предпринял кругосветное путешествие, во время которого познакомился с искусством и литературой ряда стран. По возвращении он приобрёл квартиру в Гринвич-Виллидж, чтобы быть ближе к социальным и культурным событиям. Вскоре учёный принял американское гражданство, а 15 декабря 1956 года женился на модели Лайле Этвилл (Lila Atwill). В июне 1958 года у них родился сын Джошуа, ставший впоследствии актёром (Josh Pais). В январе 1960 года скончался отец учёного; часть этого года Пайс провёл в Европе, работая в ЦЕРНе. В это время он увлёкся альпинизмом и совершил восхождение на Монблан. Возвратившись в Америку, в следующем году Пайс разошёлся с женой, которая страдала расстройством психики (у неё случались приступы беспомощности). В 1962 году, пока шёл процесс развода, он некоторое время жил в Рино.

### Рокфеллеровский университет. Историк науки (1963—2000)
В 1963 году Пайс, почувствовав недостаток мотивации на старом рабочем месте, решил покинуть Институт перспективных исследований и, по предложению Уленбека, перешёл в Рокфеллеровский университет, где возглавил теоретическую группу. В 1975 году учёный женился во второй раз — на Саре, преподавателе французского в Принстоне, однако спустя десять лет они расстались и вскоре развелись. В 1976 году Пайсу предложили занять пост директора в Институте перспективных исследований, но он отказался. В 1981 году он получил звание почётного профессора (Detlev W. Bronk professor emeritus) в Рокфеллеровском университете. В октябре 1985 года, во время празднования столетнего юбилея Нильса Бора, Пайс познакомился в Копенгагене с Идой Николайсен (дат. Ida Nicolaisen), доцентом антропологии Копенгагенского университета. В марте 1990 года они поженились.
Постепенно Пайс уделял всё больше внимания истории науки. Этому способствовали его интерес к истории и литературе, личное знакомство со многими крупными учёными, его страсть к писательству. После смерти Оппенгеймера в 1967 году Пайсу предложили написать биографию его бывшего начальника, однако он ещё был слишком занят научными исследованиями, чтобы посвятить достаточное количество времени новому занятию. После того, как его пригласили сделать доклад на конференции в честь столетия Эйнштейна, Пайс задумал написать полновесную биографию великого учёного. Этот проект завершился публикацией книги ‘Subtle is the Lord…’ (в русском переводе — «Научная деятельность и жизнь Альберта Эйнштейна»), которая заслужила признание читателей и критиков и была удостоена Национальной книжной премии в 1983 году. Книга была переведена на 15 языков и принесла автору международную славу. В 1986 году вышла книга Пайса Inward Bound, посвящённая развитию физики элементарных частиц в XX столетии. В 1991 году была опубликована биография Нильса Бора, в 1994 — ещё одна книга об Эйнштейне, а в 1997 — автобиография под названием A Tale of Two Continents. В 2000 году был издан сборник статей «Гении науки» (The Genius of Science) — своеобразная «портретная галерея» учёных, с которыми Пайс был лично знаком (Эйнштейна, Бора, Уленбека, Крамерса и других). Биография Оппенгеймера, над которой Пайс работал многие годы и которая так и не была закончена, вышла после смерти автора, в 2006 году, с дополнениями, внесёнными историком Робертом Кризом (англ. Robert P. Crease). По словам Криза,

«В своих биографических сочинениях Пайс демонстрирует подлинное искусство и мастерство в прохождении сложным путём тех, кто стремится обеспечить как детальное описание научных открытий, так и создание полнокровного образа людей, которые их совершили. Он пишет в некотором смысле беспечно и, возможно, даже с осознанным равнодушием к стандартным историческим исследованиям».
Оригинальный текст (англ.)«In his biographical writings Pais displays genuine skill and ingenuity in navigating the difficult path of those who seek to provide both a detailed account of scientific discoveries and a fleshed-out profile of those who made them. He writes in a way that is cavalierly and perhaps even self-consciously unconcerned with mainstream historical research».
— Crease R. P. Abraham Pais // Biogr. Mems Nat. Acad. Sci. — 2011. — P. 28.
После выхода на пенсию (1988) часть времени Пайс проводил в Институте Нильса Бора. В июне 2000 года, после одной из публичных лекций в Голландии, учёный перенёс сердечный приступ; он скончался несколько недель спустя в Копенгагене, где и был похоронен. В 2005 году Американское физическое общество учредило Премию Абрахама Пайса в области истории физики.

## Научная деятельность
В первых послевоенных работах Пайс обратился к проблеме собственной энергии электрона в квантовой электродинамике, предложив новую схему устранения расходимостей за счёт введения дополнительных полей. При этом бесконечные вклады в собственную энергию частицы, порождаемые различными полями, могут скомпенсировать друг друга. В конкретном случае электрона Пайс в дополнение к обычному электромагнитному взаимодействию ввёл нейтральное короткодействующее векторное поле, так что при определённых условиях собственная энергия электрона, взаимодействующего с этим новым полем, оказывалась конечной. Вскоре, однако, стало ясно, что эта гипотеза несовместима с другими требованиями полевой теории, хотя и сыграла стимулирующую роль в дальнейшем развитии этой области физики. Тем не менее, Пайс использовал эту свою идею для оценки разницы масс протона и нейтрона. Во время краткосрочного пребывания в Копенгагене Пайс в сотрудничестве с Кристианом Мёллером разрабатывал теорию, согласно которой элементарные частицы объединялись в семейства, что можно было использовать для оценки разности масс этих объектов. Хотя эта попытка в целом оказалось неудачной, поскольку не позволяла включить информацию о новых частицах, которые открывались экспериментаторами, авторы работы предложили ныне общеупотребимый термин «лептон» для характеристики таких лёгких частиц, как электрон и мюон.
В послевоенные годы исследования космических лучей привели к открытию ряда новых элементарных частиц. Некоторые из этих частиц обладали неожиданно высокими значениями времени жизни, что не находило теоретического объяснения; такие частицы получили название «странных», или V-частиц, поскольку треки, которые они оставляли в камере Вильсона, напоминали букву V. К началу 1950-х годов были получены надёжные свидетельства существования таких частиц, поэтому Пайс решил заняться разгадкой их тайны. В процессе работы над проблемой он впервые пришёл к идее о том, что возможно существование правил отбора (и, соответственно, законов сохранения), которые выполняются для одних взаимодействий и нарушаются для других. Применительно к странным частицам это означало, что только па́ры таких частиц могут вступать в сильные взаимодействия, тогда как поодиночке они взаимодействуют слабо. Другими словами, странные частицы могут рождаться в столкновениях обычных частиц только па́рами. Это явление, получившее название ассоциативного рождения (associated production) странных частиц, было описано Пайсом в 1952 году и позволило объяснить некоторые их свойства; в частности, большие времена жизни были следствием невозможности их распада за счёт сильных взаимодействий. Эта идея была подтверждена спустя год в экспериментах на Космотроне, крупном ускорителе в Брукхейвенской национальной лаборатории.
В 1952 году Пайс начал в сотрудничестве с Ресом Йостом развивать представления о связи правил отбора и симметрий в теории элементарных частиц с теорией групп. Обобщая группу изоспина, использовавшуюся в ядерной физике, они попытались построить симметрию более высокого порядка, которая также включала бы свойства странных частиц. Эта деятельность сблизила Пайса с Мюрреем Гелл-Манном, который также занимался применением групповых методов к описанию семейств частиц. Их совместная работа 1954 года уже содержала идею нового квантового числа, сохранение которого выполняется в сильных и нарушается в слабых взаимодействиях. Однако явным образом оно было введено Гелл-Манном в 1956 году и получило название «странности». К тому времени лёгкие странные частицы получили название К-мезонов, или каонов, тогда как тяжёлые стали называть гиперонами. В 1955 году Пайс ввёл термин «барион» для обозначения тяжёлых частиц (как нуклонов, так и гиперонов).
В 1955 году совместно с Гелл-Манном Пайс ввёл представление о смешанных состояниях нейтральных каонов, которые представляют собой суперпозицию каона {\displaystyle \mathrm {K^{0}} } и антикаона {\displaystyle \mathrm {{\bar {K}}^{0}} }. Эти два смешанных состояния ({\displaystyle \mathrm {K_{S}} } и {\displaystyle \mathrm {K_{L}} }) должны обладать различными временами жизни, причём из эксперимента была известна лишь частица {\displaystyle \mathrm {K_{S}} } с коротким временем жизни. Пайс, который работал консультантом в Брукхейвенской лаборатории, представил там полученные результаты; вскоре существование состояния {\displaystyle \mathrm {K_{L}} } было экспериментально подтверждено сотрудниками лаборатории. Другим следствием теории Пайса и Гелл-Манна было то, что соотношение между компонентами суперпозиции может меняться по мере распространения пучка частиц, что приводит к возникновению эффектов осцилляции и регенерации состояний, когда {\displaystyle \mathrm {K_{L}} } переходит в {\displaystyle \mathrm {K_{S}} } и обратно. Вместе с Орестом Пиччиони (англ. Oreste Piccioni) Пайс теоретически изучил эти эффекты, позволяющие лучше понять поведение нейтральных каонов. В 1961 году Ричард Фейнман назвал открытие смешанных состояний частиц «одним из величайших достижений в теоретической физике»; сам Пайс считал его своей лучшей работой. Уже в 1956 году исследование каонов привело к предсказанию Янгом и Ли нарушения чётности в слабых взаимодействиях, что вскоре нашло подтверждение в эксперименте. В заметке, приуроченной к присуждению им Нобелевской премии, Леон Розенфельд писал:

«Будет уместным вспомнить о том, что именно изыскательное стремление Пайса проанализировать инвариантные свойства элементарных частиц дало начальный толчок тем теоретическим разработкам, кульминацией которых явилось открытие Ли и Янга».
Оригинальный текст (англ.)«[I]t was Pais's pioneering endeavor to analyze the invariance properties of elementary particles which gave the initial impetus to the theoretical developments culminating in Lee and Yang's discovery».
— Цит. по Пайс А. Тзундао Ли и Чженьин Янг // Гении науки. — М.: ИКИ, 2002. — С. 221.
Среди прочих результатов Пайса, полученных в 1950-е годы, разработка принципов экономии констант (1954) и иерархии взаимодействий (1958), точное определение G-чётности (совместно с Йостом). Несколько его работ, опубликованных в 1958 году, были посвящены свойствам симметрии сильных взаимодействий, а спустя два года исследование рождения пионов при аннигиляции протонов и антипротонов привело к открытию так называемого эффекта Гольдхабера — Гольдхабер — Ли — Пайса (GGLP), согласно которому корреляции в рождении пионов определяются статистикой Бозе — Эйнштейна. В 1964 году Пайс под влиянием открытия нарушения CP-инвариантности в слабых взаимодействиях обратился к перспективной схеме SU(6)-симметрии и её нарушения. Одним из следствий из этой симметрии была необходимость приписывать кваркам одно из трёх значений квантового числа, позже получившего наименование «цвета»; значимость этой идеи была в полной мере осознана лишь годы спустя. В 1970-е годы Пайс занимался калибровочными теориями поля и квантовой хромодинамикой. В частности, вместе с Сэмом Трейманом он исследовал (1972) эффекты нейтральных токов в некоторых процессах с участием слабых взаимодействий; совместно с Говардом Джорджи он изучал процессы нарушения CP-инвариантности в калибровочных теориях. В 1975 году Пайс и Трейман, по-видимому, впервые использовали термин «стандартная модель» по отношению к электрослабой теории с четырьмя кварками; в дальнейшем это понятие претерпело существенную модификацию и уточнение.

## Награды и членства
- Премия памяти Роберта Оппенгеймера (1979)[3]
- Национальная книжная премия (1983)[30]
- Офицер Ордена Оранских-Нассау (1992)[31]
- Премия Эндрю Геманта (1993)[31]
- Медаль науки Нидерландской королевской академии наук (1993)[31]
- Премия Льюиса Томаса (англ. Lewis Thomas Prize; 1995)[31]
- Член-корреспондент Нидерландской королевской академии наук[3]

## Публикации

### Книги
- Pais A. Developments in the Theory of the Electron. — Princeton University Press, 1948.
- Pais A. ‘Subtle is the Lord…’: The Science and the Life of Albert Einstein. — Oxford University Press, 1982. Русский перевод: А. Пайс. Научная деятельность и жизнь Альберта Эйнштейна. — М.: Наука, 1989.
- Pais A. Inward Bound: Of matter and forces in the physical world. — Oxford University Press, 1986.
- Pais A. Niels Bohr's Times: In physics, philosophy, and polity. — Oxford University Press, 1991.
- Pais A. Einstein Lived Here. — Oxford University Press, 1994.
- Twentieth Century Physics / Eds. A. Pais, B. Pippard, L. Brown. — Oxford University Press, 1995.
- Pais A. A Tale of Two Continents: A physicist's life in a turbulent world. — Princeton University Press, 1997.
- Pais A. The Genius of Science: A Portrait Gallery. — Oxford University Press, 2000. Русский перевод: А. Пайс. Гении науки. — М.: ИКИ, 2002.
- Pais A, Crease R. P. J. Robert Oppenheimer: A life. — Oxford University Press, 2006.

### Основные статьи
- Pais A. On the Theory of the Electron and of the Nucleon // Phys. Rev. — 1945. — Vol. 68. — P. 227—228.
- Pais A., Uhlenbeck G. E. On Field Theories with Non-Localized Action // Phys. Rev. — 1950. — Vol. 79. — P. 145—165.
- Jost R., Pais A. On the Scattering of a Particle by a Static Potential // Phys. Rev. — 1951. — Vol. 81. — P. 840—851.
- Pais A. Some Remarks on the V-Particles // Phys. Rev. — 1952. — Vol. 86. — P. 663—672.
- Pais A., Jost R. Selection Rules Imposed by Charge Conjugation and Charge Symmetry // Phys. Rev. — 1952. — Vol. 87. — P. 871—875.
- Pais A. Isotopic spin and mass quantization // Physica. — 1953. — Vol. 18. — P. 869—887.
- Gell-Mann M., Pais A. Behavior of Neutral Particles under Charge Conjugation // Phys. Rev. — 1955. — Vol. 97. — P. 1387—1389.
- Pais A., Piccioni O. Note on the Decay and Absorption of the {\displaystyle \theta _{0}} // Phys. Rev. — 1955. — Vol. 100. — P. 1487—1489.
- Pais A., Uhlenbeck G. E. On the Quantum Theory of the Third Virial Coefficient // Phys. Rev. — 1959. — Vol. 116. — P. 250—269.
- Goldhaber G., Goldhaber S., Lee W., Pais A. Influence of Bose-Einstein Statistics on the Antiproton-Proton Annihilation Process // Phys. Rev. — 1960. — Vol. 120. — P. 300—312.
- Feinberg G., Pais A. A Field Theory of Weak Interactions. I // Phys. Rev. — 1963. — Vol. 131. — P. 2724—2761.
- Pais A. Implications of Spin-Unitary Spin Independence // Phys. Rev. Lett. — 1964. — Vol. 13. — P. 175—177.
- Gürsey F., Pais A., Radicati L. A. Spin and Unitary Spin Independence of Strong Interactions // Phys. Rev. Lett. — 1964. — Vol. 13. — P. 299—301.
- Bég M. A. B., Lee B. W., Pais A. SU(6) and Electromagnetic Interactions // Phys. Rev. Lett. — 1964. — Vol. 13. — P. 514—517.
- Пайс А. Четыре силы, два нейтрино // УФН. — 1969. — Т. 97, вып. 1. — С. 131—142.
- Pais A., Treiman S. B. Neutral-Current Effects in a Class of Gauge Field Theories // Phys. Rev. D. — 1972. — Vol. 6. — P. 2700—2703.

## Комментарии
1. ↑  В оригинале: «I have come to the conviction that a theorist can never know enough mathematics, yet, paradoxically, he can easily know too much of it». См. Pais. A. A Tale of Two Continents: A physicist's life in a turbulent world. — Princeton University Press, 1997. — P. 37.
2. ↑  В оригинале: «a slow and solid character, evidently able to resist without effort Oppenheimer’s jitters».
3. ↑  В оригинале: «house psychiatrist for the institute community».
4. ↑  В оригинале: «Having himself such deep emotional scars, he was unusually sensitive to other people’s problems».
5. ↑  В оригинале: «one of the greatest achievements of theoretical physics». См. в книге Feynman R. The Theory of Fundamental Processes. — Reading: W. A. Benjamin, 1961. — P. 50.